# ビッグバードのビッグトップ・サーカス
- ユニバーサル・パークス&リゾーツ > ユニバーサル・スタジオ・ジャパン > ユニバーサル・スタジオ・ジャパンのアトラクション > ビッグバードのビッグトップ・サーカス
- セサミストリート > ビッグバードのビッグトップ・サーカス

ビッグバードのビッグトップ・サーカス（英: Big Bird's Big Top Circus）は、ユニバーサル・スタジオ・ジャパン内の「ユニバーサル・ワンダーランド」に設置されている、セサミストリートをテーマにしたメリーゴーラウンド型のライド・アトラクションである。

## 概要
ゲストは、セサミストリートのキャラクターであるビッグバードが団長を務めるサーカス団の一員として、動物たちの背中に乗り、優雅に回転する。アトラクションは直径約15メートル、高さ約9メートルの規模で、セサミストリートのキャラクターたちがデザインに取り入れられている。
ライドには、1人乗りのアニマルキャラクターが14種類（シマウマ、ブタ、ウサギ、パンダ、ネコ、ニワトリ、ヤギ、カエル、キリン、ダチョウ、クマ、ウマ2種、冠を被ったゾウ）と、4人乗りのシャリオット1種類（前方にエルモとアーニー、後方にバートとゾーイがデザインされたベンチ型乗り物）が用意されている。ライドは音楽に合わせて回転し、上下に動く仕様だが、キリン、ニワトリ、シャリオットは上下には動かない。付き添い者が同伴する場合、身長制限はなく、小さな子どもも体験可能である。日没後には、アトラクションに取り付けられた2,000個以上の電飾が点灯し、日中とは異なる雰囲気を楽しめる。
このアトラクションは、前身である「マジカル・オズ・ゴーラウンド」のテーマやデザインを変更し、再利用する形で運営されている。また、かつてアトラクションの入り口として使われていた場所は、現在出口として使用されている。